# Список мифических существ в древнегреческой мифологии
| Изображение | Название            | Происхождение | Описание |
| ----------- | ------------------- | --- | --- |
|             | Амфисбена           | Согласно Овидию, амфисбена родилась из крови убитой Персеем Горгоны.                                                                         | Гигантская двухголовая змея, вторая голова которой находится на хвосте. Плиний объясняет наличие второй головы амфисбены слишком большим количеством яда, который не может выйти только через одну пасть; он также говорит о лечебных свойствах амфисбены. Учёный Аполлодор считал, что старая кожа амфисбен, обёрнутая вокруг дорожного посоха, может защитить от других рептилий.                                          |
|             | Василиск            | По Лукану, василиск появился из крови убитой Горгоны Медузы                                                                                  | Змея, обладающая смертоносным ядом и запахом. Согласно «Естественной истории» Плиния Старшего, василиск обитает в окрестностях Киренаика, его длина до 30 см, с белым пятном на голове, напоминающим диадему. Передвигается извиваясь не как другие змей, а поднимая кверху свою среднюю часть. Обладает способностью убивать не только ядом, но и взглядом, запахом, сжигает траву и ломает камни.                          |
|             | Гарпии              | Дочери морского божества Тавманта и океаниды Электры.                                                                                        | Полуженщины-полуптицы отвратительного вида, персонификации различных аспектов бури. В мифах представлены злобными похитительницами детей и человеческих душ. Число их колеблется от двух до пяти; изображаются в виде диких полуженщин-полуптиц отвратительного вида с крыльями и лапами грифа, с длинными острыми когтями, но с головой и женской грудью.                                                                   |
|             | Гекатонхейры        | По Гесиоду — сыновья верховного бога Урана (неба) и Геи (земли).                                                                             | Сторукие пятидесятиголовые великаны, олицетворение стихий. Сразу после рождения заключены в недрах земли отцом, опасавшимся за своё владычество. Уран заковал их в оковы и ввергнул в недра Земли. Были освобождены Зевсом и встали на его сторону в войне богов и титанов, обеспечив богам победу. Позднее они сторожат в Тартаре титанов.                                                                                  |
|             | Горгоны             | Дочери морского божества Форкия (Форкиса) и его сестры Кето.                                                                                 | Три сестры — Эвриала, Сфено (бессмертные) и Медуза (смертная), чудовищные змееволосые женщины. Как гласит поздняя версия мифа, оформленная Овидием в «Метаморфозах», разгневанная Афина превратила Медузу и её сестёр в чудовищ после того, как Посейдон изнасиловал Медузу в храме богини. Тело горгон было покрыто чешуей, руки были медными со стальными когтями, взгляд был способен обращать в камень.                  |
|             | Грифоны             | | Крылатые существа, с туловищем льва и головой орла. Имеют острые когти и белоснежные (или золотые) крылья. Впервые появляются на фресках минойской культуры на Крите, впоследствии упоминаются у античных авторов. Согласно представлениям греков, обитали в горах за пределами Греции. |
|             | Дактили             | Десять первых дактилей появились во время предродовых схваток Реи, когда она вонзила пальцы в землю (Гею).                                   | Лилипуты, обитавшие на Крите на горе Ида (или на вершине горы Ида во Фригии, тогда они считались служителями фригийской Матери), где они прислуживали Великой матери богов или Рее. |
|             | Дракайны            | | Змей (дракон) женского пола, часто с человеческим чертами. К дракайнам относились Кампа, Кето, Дельфина, Ехидна, Скилла, Ламия, Пэна и Пифон (когда описывался как существо женского пола). Обычно в мифах дракайн убивали боги или полубоги. Зевс убил Дельфину и Кампу, Аполлон — Пифона и Аргус — Ехидну. |
|             | Керкопы             | Согласно Суде, это сыновья Мемнониды Пассал и Акмон. По Ксенагору, это сыновья Феи и Океана.                                                 | Два брата-карлика, уродливые и хитроумные. Занимались разбоем и грабежом, обманывая и убивая путников. Несмотря на предостережение матери, пытались обмануть и Геракла, но были им побеждены и подвешены вверх ногами на бревне. За обман Зевса были наказаны: согласно разным версиям, были превращены в камень, или желтых обезьян, или, по Овидию, лишены дара речи.                                                      |
|             | Кентавры            | Кентавры считались потомками Иксиона и Нефелы.                                                                                               | Дикие смертные существа с головой и торсом человека на теле лошади, обитатели гор и лесных чащ, сопровождают Диониса и отличаются буйным нравом и невоздержанностью. Мудрые кентавры, в первую очередь Фол и Хирон, друзья и учителя Геракла и некоторых других героев. По представлениям, они жили в горах Фессалии вплоть до того дня, когда Геракл рассеял их по всей Элладе.                                             |
|             | Кони Диомеда        | | Чудовищные кони, принадлежавшие Диомеду, царю бистонов. Эти кони были невероятно прекрасными животными, и никакие путы не могли удержать их, поэтому животные были прикованы цепями в стойлах. Кормил же царь своих животных человеческим мясом. Были похищены Гераклом, затем выпущены на волю и растерзаны дикими животными.                                                                                               |
|             | Куреты              | В разных версиях их могут называть детьми Зевса и Геры, либо Аполлона и нимфы Данаиды, либо родившимися из слёз Зевса, либо рождёнными Реей. | Спутники Реи, сопровождавшие богиню, когда она искала место, чтобы тайно от Кроноса родить Зевса. Согласно легенде, куреты подняли невообразимый шум, дабы заглушить им крики новорождённого бога и тем самым спасти его от неминуемой гибели в чреве своего отца. В полном вооружении они охраняли Зевса-младенца на Крите, ударяя копьями о щиты.                                                                          |
|             | Лернейская гидра    | Дочь Тифона и Ехидны. | Змееподобное чудовище с ядовитым дыханием, обитавшее в подземных водах, убитое Гераклом в качестве одного из его двенадцати подвигов. Поэт Писандр первым приписал ей множество голов вместо одной. На месте отрубленной немедленно вырастала новая (или две новых), пока Геракл не начал прижигать их. |
|             | Мантикора           | | Чудовище с телом красного льва, головой человека и хвостом скорпиона. Существо с рыжей гривой, имеет три ряда зубов и голубые глаза. Хвост мантикоры заканчивается шипами, яд которых убивает мгновенно. Первое упоминание о мантикоре встречается в книгах греческого врача Ктесия. |
|             | Минотавр            | Плод связи Пасифаи, жены царя Миноса, и посланного Посейдоном (или Зевсом) быка.                                                             | Чудовище с телом человека и головой быка, обитавшее в Кносском лабиринте на острове Крит. Минотавр пожирал людей, запускаемых в лабиринт в качестве жертв. Был убит героем Тесеем. |
|             | Нимфы               | Океаниды — дочери титана Океана и Тефиды. Остальные нимфы их потомки.                                                                        | Низшие божества, духи природы, представлявшиеся в виде прекрасных девушек. Часто являются спутниками богов и богинь. Нимфы очень многочисленны; нимфы деревьев — дриады и гамадриады, нимфы гор — ореады, нимфы источников — наяды, нимфы моря — нереиды, водных потоков — океаниды, спутницы Артемиды — плеяды. |
|             | Орф                 | Сын Тифона и Ехидны. | Чудовищный двуглавый пёс, брат Цербера и других чудовищ. Является отцом Сфинкса и Немейского льва. Хозяином Орфа считался великан Герион, божество заката и правитель острова Эрифия, у которого он охранял стада волшебных «красных быков». Геракл выкрал этих быков, при этом убив Орфа. |
|             | Пегас               | По одной из версий, рождён горгоной Медузой от Посейдона. По другой версии, его породила попавшая на землю кровь Медузы.                     | Крылатый конь, летавший быстрее ветра. Пегас ударом копыта о землю мог выбивать источники. По одному рассказу, Посейдон дал его своему сыну Беллерофонту. По другой версии, Беллерофонт поймал его на водопое у источника Пирена, после того как коня обещала ему Афина во сне и дала ему золотую уздечку. Впоследствии Пегас доставлял Зевсу на Олимп громы и молнии от изготавливающего их Гефеста.                        |
|             | Пифон               | Сын Геи либо Геры. | Змей, охранявший вход в Дельфийское прорицалище до занятия его Аполлоном. Девятью кольцами обвил выси Парнаса, или семь раз обвил Дельфы. Убивая его, Аполлон выпустил либо 100 стрел, либо 1000 стрел. |
|             | Сатиры              | | Лесные божества, духи плодородия, жизнерадостные козлоногие существа, населявшие греческие острова. Сатир ленив и распутен, он проводит время в пьянстве и охоте за нимфами. Входят в свиту некоторых богов и богинь, в частности Диониса. |
|             | Сирены              | Дети Форкия или Ахелоя и: либо одной из муз, либо Геи, либо Кето.                                                                            | Полуптицы-полуженщины или полурыбы-полуженщины. Обитают в море, возле рифов, своим пением завлекают моряков на мели, губя корабли. Одиссей избежал коварных сирен лишь благодаря предостережению Цирцеи: он залепил уши своих спутников воском, а самого себя велел привязать к мачте. |
|             | Стимфалийские птицы | | Хищные птицы, жившие возле аркадского города Стимфала. Имели медные клювы, крылья и когти. Они нападали как на людей, так и на животных. Самым грозным их оружием были перья, которые птицы сыпали на землю как стрелы. Они пожирали урожай в округе, либо также поедали людей. Побеждены Гераклом. |
|             | Сцилла              | | Собака (согласно Гигину: снизу собака, сверху женщина) с двенадцатью лапами и шестью головами на длинных змеевидных шеях. Между Сциллой и Харибдой проходил узкий морской проход, которым прошли Одиссей и Ясон. |
|             | Тельхины            | По Нонну, сыновья Посейдона. По Вакхилиду, сыновья Тартара и Немесиды, по другим — Геи и Понта.                                              | Вулканические божества морской глубины, почитавшиеся на Родосе как спутники Посейдона. Сковали трезубое копье Посейдона. Они обладали свойством изменять свой вид; ни с кем не делились своими знаниями и искусством. Поэтому им приписывалось изготовление таких предметов искусства, которые приносили вред и гибель, например серпа, которым Кронос кастрировал своего отца Урана.                                        |
|             | Титаны              | Дети Урана и Геи. | Божества второго поколения, появившиеся прежде богов-олимпийцев. По Гесиоду, их шесть братьев и шесть сестер-титанид. Титаны, выступившие на стороне Кроноса, были заточены в Тартар. |
|             | Тифон               | По Гесиоду, сын Тартара и Геи. | Могущественный и чудовищный великан; олицетворение огненных сил земли и её испарений, с их разрушительными действиями. Превосходил всех существ ростом и силой. Чудовище обладает невероятной силой рук и ног и имеет на затылке 100 драконовых голов, с чёрными языками и огненными глазами; из пастей его раздаётся то обыкновенный голос богов, то вой собаки, то рычание льва, то резкий свист, отдающийся эхом в горах. |
|             | Тритоны             | Сыновья Тритона и нимф. | Морские существа с рыбьим или дельфиньим хвостом и человеческими руками, а также с рыбьим хвостом и передними ногами коня (ихтиокентавры). Составляли свиту Посейдона и Амфитриты. Плавали на дельфинах и дули в морские раковины. |
|             | Харибда             | | Морское чудовище, по Гомеру, имеющее вид водоворот под скалой. Харибда засасывала в себя соленую воду и корабли с людьми, выплевывая затем бревна. Между Сциллой и Харибдой проходил узкий морской проход, которым прошли Одиссей и Ясон. |
|             | Химера              | Порождение Тифона и Ехидны. | Чудовище с головой и шеей льва, туловищем козы, хвостом в виде змеи. Согласно Илиаде, извергала из пасти огонь. По Гесиоду, имела три головы: посредине хребта — козья, на конце хвоста — змеиная, на передней части туловища — львиная. Убита Беллерофонтом. |
|             | Цербер              | Сын Тифона и Ехидны. | Чудовищный трёхголовый пёс со змеиным хвостом, у которого из пастей течёт ядовитая слюна. Цербер охранял выход из царства мёртвых Аида, не позволяя умершим возвращаться в мир живых. Был побежден Гераклом в числе одного из двенадцати подвигов. Геракл показал Цербера Еврисфею, после чего вернул обратно в Аид. |
|             | Циклопы             | Дети Геи и Урана. | Три одноглазых великана: Арг, Бронт и Стероп. Сразу после рождения циклопы были связаны и сброшены отцом в Тартар. Освобождены Зевсом, выковали для него молнии. Циклопов перебил Аполлон в качестве мести за убийство своего сына Асклепия одной из молний. |